# گیدورا شاه
گیدورا شاه (به ژاپنی: キングギドラ، Kingu Gidora) و (به انگلیسی: King Ghidorah) نام یک هیولای تخیلی ژاپنی است که در سری فیلم‌های گودزیلا تولید شده توسط شرکت توهو ظاهر شده‌است. گیدورا اژدهایی بدون دست و سه سر است که دارای بال‌های بزرگ و دو دم است.

## گیدورا شاه در سینما

پوستر فیلم تهاجم اخترهیولا ۱۹۶۵

او ابتدا در فیلم گیدورا، هیولای سه‌سر (۱۹۶۴) حاضر شد. در این فیلم گیدورا، پس از پاک کردن ساکنان سیاره زهره، توسط یک شهاب‌سنگ وارد زمین می‌شود. او توسط گودزیلا، رودان و ماترا شکست می‌خورد.
گیدورا در فیلم تهاجم اخترهیولا (۱۹۶۵) بازمی‌گردد که در آن بیگانگان سیاره ایکس (سیاره پنهانی پشت مشتری) می‌خواهند در جنگ با گیدورا کمک کنند.
او در فیلم گودزیلا: سلطان هیولاها (۲۰۱۹) به عنوان دشمن اصلی گودزیلا حضور پیدا می‌کند.

## ویژگی‌ها
قابلیت خودترمیمی: در فیلم گودزیلا سلطان هیولاها، گودزیلا سر سمت چپ گیدورا را قطع می‌کند ولی بلافاصله پس از چند دقیقه سر جدید رشد می‌کند.